# Élections sénatoriales de 2020 dans la Vienne
Les élections sénatoriales de 2020 dans le Vienne ont lieu le 27 septembre 2020 afin de renouveler la moitié des membres de la chambre haute du Parlement français. Elles ont pour but d'élire les deux sénateurs représentant le département au Sénat pour un mandat de six années.

## Contexte départemental
Lors des élections sénatoriales de 2014 dans la Vienne, deux sénateurs ont été élus : Jean-Pierre Raffarin et Alain Fouché.
Depuis 2014, tous les effectifs du collège électoral des grands électeurs ont été renouvelés, avec les élections départementales françaises de 2015, les élections régionales françaises de 2015, les élections législatives françaises de 2017 et les élections municipales françaises de 2020.
Jean-Pierre Raffarin étant démissionnaire en octobre 2017, une élection sénatoriale partielle conduit à l'élection de Yves Bouloux en décembre de la même année.
En mai 2020, Alain Fouché annonce qu'il ne sera pas candidat à sa réélection.

## Sénateurs sortants
| Sénateur | Sénateur     | Parti | Fonction lors de l'élection en 2014        |
| -------- | ------------ | ----- | ------------------------------------------ |
|          | Yves Bouloux | LR    | Maire de Montmorillon                      |
|          | Alain Fouché | LR    | Sénateur sortant, conseiller départemental |

## Collège électoral
En application des règles applicables pour les élections sénatoriales françaises, le collège électoral appelé à élire les sénateurs de la Vienne en 2020 se compose de la manière suivante,, :
| Délégués des communes |                            |                            |                            |          |                     |
| | Conseillers municipaux     | Délégués / commune         | Communes concernées        | Délégués | % collège électoral |
| Délégués des communes de moins de 9 000 habitants |                            |                            |                            |          |                     |
| - communes de < 100 habitants | 7                          | 1                          | 2                          | 2        | 0,17%               |
| - communes de < 500 habitants | 11                         | 1                          | 94                         | 94       | 7,80%               |
| - communes de < 1 500 habitants | 15                         | 3                          | 108                        | 324      | 26,89%              |
| - communes de < 2 500 habitants | 19                         | 5                          | 21                         | 105      | 8,71%               |
| - communes de < 3 500 habitants | 23                         | 7                          | 13                         | 91       | 7,55%               |
| - communes de < 5 000 habitants | 27                         | 15                         | 7                          | 105      | 8,71%               |
| - communes de < 9 000 habitants | 29                         | 15                         | 6                          | 90       | 7,47%               |
| Délégués des communes de 9 000 à 29 999 habitants |                            |                            |                            |          |                     |
| - communes de < 10 000 habitants | 29                         | 29                         | 0                          | 0        | 0,00%               |
| - communes de < 20 000 habitants | 33                         | 33                         | 1                          | 33       | 2,74%               |
| - communes de < 30 000 habitants | 35                         | 35                         | 0                          | 0        | 0,00%               |
| Délégués des communes de 30 000 habitants et plus |                            |                            |                            |          |                     |
| - Poitiers (88 291 hab.) | 53                         | 125                        | 1                          | 125      | 10,37%              |
| Délégués des communes bénéficiant des dispositions particulières pour les communes fusionnées |                            |                            |                            |          |                     |
| Beaumont Saint-Cyr, Boivre-la-Vallée, Champigny en Rochereau, Châtellerault, Chauvigny, Jaunay-Marigny, La Grimaudière, Loudun, Moncontour, Saint-Jean-de-Sauves, Saint-Martin-la-Pallu, Senillé-Saint-Sauveur, Valence-en-Poitou |                            |                            | 13                         | 182      | 15,10%              |
| Délégués des communes | Délégués des communes      | Délégués des communes      | Délégués des communes      | 1 151    | 95,52%              |
| Conseillers départementaux | Conseillers départementaux | Conseillers départementaux | Conseillers départementaux | 36       | 2,99%               |
| Conseillers régionaux | Conseillers régionaux      | Conseillers régionaux      | Conseillers régionaux      | 12       | 1,00%               |
| Députés | Députés                    | Députés                    | Députés                    | 4        | 0,33%               |
| Sénateurs | Sénateurs                  | Sénateurs                  | Sénateurs                  | 2        | 0,17%               |
| Total | Total                      | Total                      | Total                      | 1 205    | 100,00 %            |

1. ↑  Dans les communes de moins de 9 000 le conseil municipal élit en son sein des délégués dont le nombre dépend de la taille de la commune.
2. ↑  Dans les communes de 9 000 à 29 999 habitants, tous les conseillers municipaux sont délégués. Il n'y a pas de délégués supplémentaires
3. ↑  Dans les communes de plus de 30 000 habitants, tous les conseillers municipaux sont délégués et, en complément, le conseil municipal désigne des délégués supplémentaires à raison de 1 par tranche de 800 habitants au-delà de 30 000 habitants
4. ↑  « Dans le cas où le conseil municipal est constitué par application des articles L. 2113-6 et L. 2113-7 du code général des collectivités territoriales relatif aux fusions de communes dans leur rédaction antérieure à la loi no 2010-1563 du 16 décembre 2010 de réforme des collectivités territoriales, le nombre de délégués est égal à celui auquel les anciennes communes auraient eu droit avant la fusion. » (Code électoral, article L284)
5. ↑  La Vienne compte 38 conseillers départementaux, mais seuls 36 sont inscrits sur les listes électorales à la rubrique conseillers départementaux. En effet, Alain Fouché y est inscrit en tant que sénateur et Isabelle Barreau en tant que délégué de la commune de Bonneuil-Matours.

## Présentation des candidats
Les nouveaux représentants sont élus pour une législature de 6 ans au suffrage universel indirect par les 1 210 grands électeurs du département. Dans la Vienne, les deux sénateurs sont élus au scrutin majoritaire à deux tours. Il y aura plusieurs candidats dans le département, chacun avec un suppléant.
| N°  | Candidats | Candidats            | Parti | Principales fonctions                                                         |
| --- | --------- | -------------------- | ----- | ----------------------------------------------------------------------------- |
| T 1 |           | Gisèle Jean          | DVG   | Maire de Queaux                                                               |
| s 1 |           | Laurent Lucaud       | PCF   | Conseiller municipal de Poitiers                                              |
|     |           |                      |       |                                                                               |
| T 2 |           | Thierry Perreau      | EÉLV  | Conseiller régional                                                           |
| s 2 |           | Véronique Massonneau | EELV  |                                                                               |
|     |           |                      |       |                                                                               |
| T 3 |           | Bruno Belin          | LR    | Président du conseil départemental, conseiller municipal de Monts-sur-Guesnes |
| s 3 |           | Marie-Renée Desroses | DVD   | Conseillère départementale, maire de Civaux                                   |
|     |           |                      |       |                                                                               |
| T 4 |           | Yves Bouloux         | LR    | Sénateur sortant                                                              |
| s 4 |           | Marie-Jeanne Bellamy | DVD   | Conseillère départementale, maire des Trois-Moutiers                          |
|     |           |                      |       |                                                                               |
| T 5 |           | Arnaud Fage          | RN    |                                                                               |
| s 5 |           | Marion Latus         | RN    | Conseillère municipale de Châtellerault                                       |

## Résultats
| Candidats                | Candidats                | Parti                    | Nuance                   | Premier tour | Premier tour |
| Candidats                | Candidats                | Parti                    | Nuance                   | Voix         | %            |
| ------------------------ | ------------------------ | ------------------------ | ------------------------ | ------------ | ------------ |
|                          | Bruno Belin              | LR                       | DVD                      | 767          | 66,70        |
|                          | Yves Bouloux             | LR                       | LR                       | 714          | 62,09        |
|                          | Gisèle Jean              | SE                       | DVG                      | 352          | 30,61        |
|                          | Thierry Perreau          | EÉLV                     | VEC                      | 285          | 24,78        |
|                          | Arnaud Fage              | RN                       | RN                       | 34           | 2,96         |
|                          |                          |                          |                          |              |              |
| Votes valides            | Votes valides            | Votes valides            | Votes valides            | 1 150        | 96,23        |
| Votes blancs             | Votes blancs             | Votes blancs             | Votes blancs             | 26           | 2,18         |
| Votes nuls               | Votes nuls               | Votes nuls               | Votes nuls               | 19           | 1,59         |
| Total                    | Total                    | Total                    | Total                    | 1 195        | 100          |
| Abstention               | Abstention               | Abstention               | Abstention               | 10           | 0,83         |
| Inscrits / participation | Inscrits / participation | Inscrits / participation | Inscrits / participation | 1 205        | 99,17        |